# Nicholas Grainger
Nicholas Grainger, född 3 oktober 1994, är en brittisk simmare. Vid världsmästerskapen i simsport 2017 simmade Grainger andrasträckan i finalen när Storbritannien blev världsmästare på 4x200 meter frisim. Han simmade även försöksheatet för det brittiska lag som vann guld på samma distans två år tidigare vid världsmästerskapen i simsport 2015.

### Fotnoter
1. ↑  ”Nicholas Grainger”. swimswam.com. swimswam.com. https://swimswam.com/bio/nicholas-grainger/. Läst 15 augusti 2017.
2. ↑  Brits take gold in men’s 4x200m Freestyle Relay
3. ↑  Men's 4x200m Freestyle Kazan 2015
4. ↑  ”Men's 4x200m Freestyle Heats Kazan 2015”. Arkiverad från originalet den 3 augusti 2017. https://web.archive.org/web/20170803165145/http://www.omegatiming.com/File/Download?id=00010F020000002A00FFFFFFFFFFFF02. Läst 15 augusti 2017.